# Kamloops-North Thompson (circonscription britanno-colombienne)
Pour les articles homonymes, voir Kamloops (homonymie).
Circonscription électorale provinciale du Canada
Kamloops-North Thompson est une circonscription provinciale de la Colombie-Britannique représentée à l'Assemblée législative de la Colombie-Britannique depuis 1991.

## Géographie
En 2020, la circonscription est située dans le centre-est de la province et comprend la partie nord-est du district régional de Thompson-Nicola. Les villes de la circonscriptions sont Kamloops, Clearwater et Barriere, ainsi que les communautés de Sun Peaks (en), Vinsulla, McClure, Darfield (en), Little Fort, Vavenby, Avola, Blue River et Clemina East.

## Liste des députés
| Législature                                               | Années                                                    | Député                                                    | Député                                                    | Parti                                                     |
| Kamloops-North Thompson Circonscription issue de Kamloops | Kamloops-North Thompson Circonscription issue de Kamloops | Kamloops-North Thompson Circonscription issue de Kamloops | Kamloops-North Thompson Circonscription issue de Kamloops | Kamloops-North Thompson Circonscription issue de Kamloops |
| --------------------------------------------------------- | --------------------------------------------------------- | --------------------------------------------------------- | --------------------------------------------------------- | --------------------------------------------------------- |
| 35e                                                       | 1991–1996                                                 |                                                           | Frederick Henry Jackson                                   | Néo-démocrate                                             |
| 36e                                                       | 1996–2001                                                 |                                                           | Kevin Krueger                                             | Libéral                                                   |
| 37e                                                       | 2001–2005                                                 |                                                           | Kevin Krueger                                             | Libéral                                                   |
| 38e                                                       | 2005–2009                                                 |                                                           | Kevin Krueger                                             | Libéral                                                   |
| 39e                                                       | 2009–2013                                                 |                                                           | Terry Lake                                                | Libéral                                                   |
| 40e                                                       | 2013–2017                                                 |                                                           | Terry Lake                                                | Libéral                                                   |
| 41e                                                       | 2017–2020                                                 |                                                           | Peter Milobar (en)                                        | Libéral                                                   |
| 42e                                                       | 2020–2023                                                 |                                                           | Peter Milobar (en)                                        | Libéral                                                   |
| 42e                                                       | 2023-2024                                                 |                                                           | Peter Milobar (en)                                        | United                                                    |
| 43e                                                       | 2024-en cours                                             |                                                           | Ward Stamer (en)                                          | Conservateur                                              |